# Quamquam Pluries
Quamquam Pluries – encyklika papieża Leona XIII ogłoszona 15 sierpnia 1889 r., poświęcona osobie i posłannictwu św. Józefa, Oblubieńcowi Najświętszej Maryi Panny i ziemskiemu ojcu Jezusa.

## Treść
Papież nawołuje w encyklice do wzywania orędownictwa św. Józefa ze szczególną pobożnością i ufnością, uznając to za rzecz bardzo pożyteczną. Przypomina, że jego poprzednik, śp. Pius IX ogłosił Józefa opiekunem całego Kościoła katolickiego.
Uważamy za rzecz bardzo pożyteczną, by lud wierny przywykł wzywać oprócz Dziewicy Bogarodzicy także Jej przeczystego Oblubieńca, św. Józefa ze szczególną pobożnością i ufnością.
W dalszej części porusza temat godności św. Józefa, przytacza obowiązki, które na wzór św. Józefa winni spełniać ojcowie wszystkich rodzin oraz wyjaśnia, dlaczego św. Józef powinien być postrzegany jako patron całego Kościoła. Zachęca też ludzi wszelkiego stanu i wszystkich krajów do oddania się w opiekę tego świętego oraz do odmawiania modlitwy do św. Józefa po modlitwie różańcowej.

## Godność św. Józefa
Papież zauważa, że cała godność, łaska, świętość i chwała, jaką posiada św. Józef wynika z faktu, że był on oblubieńcem Maryi i ziemskim ojcem Jezusa. Stwierdzając, że godność Maryi przewyższa wszystkie inne godności ziemskie, zauważa jednocześnie, że właśnie ze względu na złączenie się z Maryją węzłem małżeńskim, św. Józef zbliżył się do tej godności bliżej, niż ktokolwiek inny. Ponadto godnością przewyższa innych, gdyż był ziemskim stróżem Syna Bożego, z czego wynikało ziemskie poddanie Jezusa względem Józefa. Z tej podwójnej godności Józefa wynikają też obowiązki, które natura ludzka nakłada na wszystkich ojców współczesnych rodzin, którzy mają być ich stróżami, obrońcami, wspomożycielami i pocieszycielami.

## Św. Józef patronem Kościoła
Powodem, dla którego św. Józefa uważa się za szczególnego Opiekuna Kościoła jest fakt, że był on oblubieńcem Maryi i ziemskim opiekunem Jezusa. 
Ponadto Leon XIII zauważa, że dom Boski, w którym Józef pełnił rolę ojca Rodziny, zawierał w sobie początki powstającego Kościoła. W tym tkwi przyczyna tego, że św. Józefa można uważać za opiekuna całego Kościoła, a więc wszystkich wiernych. Jest więc rzeczą stosowną i bardzo godną św. Józefa, aby jako niegdyś zaopatrywał wszystkie potrzeby Rodziny Nazaretańskiej i święcie Ją ochraniał, tak teraz otaczał swą niebiańską opieką Kościół Chrystusowy i bronił go. 
[Józef] przeznaczony na Stróża chrześcijańskiego imienia, winien być uważany za Opiekuna i Obrońcę Kościoła, który prawdziwie jest domem Pańskim i Królestwem Bożym na ziemi.